# 폴 포그바
폴 라빌 포그바(프랑스어: Paul Labile Pogba, 1993년 3월 15일 ~ )는 프랑스의 축구 선수로, 포지션은 미드필더이다.

## 구단 경력

### 맨체스터 유나이티드 FC

#### 2016-17 시즌
포그바는 2016년 8월 9일(한국시각)에 5년 계약에 1억 500만 유로(약 1,290억 원)의 최고 이적료를 기록하며 맨체스터 유나이티드로 4년 만에 복귀하였다. 그 후, 포그바는 맨유 복귀 이후 2016년 9월 24일(한국시각)에는 레스터 시티와의 리그 경기에서 골을 기록하여 자신의 복귀를 알렸으며, 레스터전 최고 평점 8.6점을 받았다. 이 날 맨유는 레스터에게 4-1 대승을 거두었다.
2016년 12월 27일(한국시각 새벽)에 열린 선덜랜드와의 경기에서 왕성한 활동량을 보여주었고, 즐라탄과 함께 유럽축구통계전문인 영국 후스코어드 닷컴으로부터 최고 평점인 9.5점을 부여받았다.
2017년 1월 1일(한국시각 자정)에 열린 미들즈브러와의 리그 홈 경기에서 역전골을 기록하여 팀의 2-1 승리를 안겼으며, 축구 통계 전문 사이트인 후스코어드닷컴으로부터 평점 9.2점을 받았다. 그 후 포그바는 2017년 1월 4일(한국시각)에 영국 통계 매체 후스코어드닷컴으로부터 프리미어리그 이달의 선수(2016년 12월)에 선정되었다.
2017년 1월 11일 오전 5시(한국시간)에 포그바는 올드 트래퍼드에서 열린 헐 시티와 2016-17 풋볼 리그컵 4강 1차전에서 2-0 승리에 견인하였으며, 최고 평점인 8.8점을 받았다.
2017년 1월 16일(한국시간)에 있었던 노스웨스트 더비 경기에서 전반 25분 페널티 지역에서 핸드볼 반칙을 범하며 제임스 밀너가 페널티킥으로 선제골을 기록하는데 원인을 제공하였고, 즐라탄의 동점골로 무승부를 거두었지만 팀의 10연승 기록은 무산되었다. 경기 이후, 영국 축구 통계 전문사이트 '후스코어드닷컴'으로부터 최하 평점인 5.6점을 부여받았다.
2017년 4월 23일 번리전에서 경기 종료 직전 부상 당해 맨체스터 시티, 스완지 시티와의 2연전에 결장하였고, 2017년 5월 5일 오전 4시 5분(한국시간) 스페인 비고에 위치한 발라이도스 경기장에서 열린 셀타 비고와의 2016-17 유럽축구연맹(UEFA) 유로파리그(UEL) 4강 1차전 원정경기에서 선발 출전하여 펠라이니, 에레라와 함께 중원에서 호흡을 맞췄고, 상대의 압박에도 능숙하게 대응했다. 이 날 경기서 포그바는 2번의 슈팅을 기록했고, 1번의 키패스와 4번의 공중볼 경합을 성공시켰으며, 패스 정확도도 82%로 상위권을 차지했다. 경기 후, 포그바는 유럽축구통계전문 '후스코어드닷컴'으로부터 평점 7.9점을 부여받았다.
그 후, 포그바는 부친상을 당해 리그 잔여 경기 결장이 예상되었으나 2017년 5월 21일(한국시각)에 열린 리그 최종전 경기에 선발 출전하여 1골 1도움을 기록하여 팀의 2-0 승리를 이끌어냈다.
그리고, 2017년 5월 25일(한국시각 새벽)에 있었던 UEFA 유로파리그 결승전 경기에서 선제골을 기록하여 팀의 2-0 승리와 더불어 구단 역사상 첫 유로파리그 우승을 안겼으며, 2017년 6월 2일(현지시간) 구단으로부터 5월의 선수로 선정되었으며, 8월 25일(한국시각)에 새롭게 신설된 유로파리그 올해의 선수상의 초대 주인공이 되었다.

#### 2017-18 시즌
2017년 9월 1일(이하 현지시간)에 16만 명 이상의 팬들이 참여한 투표에서 네마냐 마티치, 필 존스를 제치고 8월 이달의 선수로 선정됐다.
2017년 9월 13일에 열린 2017-18 유럽챔피언스리그 A조 1차전 경기에서 전반 19분 햄스트링 부상을 당해 펠라이니와 교체 아웃되었고, 6주 동안 이탈하게 되었다.
그 후, 2017년 11월 19일(한국시각 새벽)에 있었던 뉴캐슬과의 리그 12라운드 경기에서 1골 1도움을 기록하여 완벽한 부상 복귀전을 치렀다.
그러나, 2017년 12월 3일(이하 한국시간) 영국 런던의 에미레이츠 스타디움서 열린 2017/2018 프리미어리그(EPL) 15라운드서 아스널과의 경기 때 위험지역도 아닌 하프라인 부근서 헥토르 베예린과 볼 경합을 하다 상대를 밟았다. 주심에게 제대로 걸린 포그바는 바로 퇴장 처분을 받았고, 2017년 12월 4일(이하 한국시간) 잉글랜드축구협회(FA)로부터 3경기 출장정지라는 징계를 받았다.
그 후, 2018년 1월 16일(이하 한국시간)에 열린 스토크 시티와의 리그 23라운드 경기에서 2개의 어시스트를 기록하는 등 팀 플레이를 선보여 3-0 대승을 이끌어냈다. 그리고, 포그바가 출전한 경기에서 35번째 무패를 기록하였다.
그 이후, 포지션 고집 논란과 무리뉴와의 불화설 등 각 종 마찰이 발생하여 주전 자리에서 멀어지는 듯 했으나, 2018년 4월 8일(한국 시간) 영국 맨체스터 에티하드 스타디움에서 열린 2017-18시즌 프리미어리그 33라운드 맨체스터 시티와 경기에서 멀티골을 포함한 2골을 기록하여 3-2 승리를 안겼으며, 스카이스포츠로부터 MOM(Man Of the Match)에 선정되었다. 그리고, 유럽축구통계사이트 후스코어드닷컴으로부터 MVP에 선정됨과 동시에 평점 8.6점을 받았다.

#### 2018-19 시즌
러시아 월드컵 직후, 포그바는 시즌 준비하는 동안 유벤투스와 바르셀로나 이적설에 휘말렸으나, 2018년 8월 11일(한국시간 새벽)에 열린 레스터 시티와의 리그 개막전 경기에서 주장 완장을 차고 출전하여 전반 3분에 페널티 킥 선제골로 EPL 개막전 1호 골의 주인공이 되어 맨유의 2-1 승리를 이끌어내어 무리뉴와의 불화설과 이적설을 종식시켰다. 경기 후, 영국 후스코어드닷컴으로부터 평점 8.4점을 받았다.
그리고, 2018년 10월 29일 새벽 1시(한국시간) 영국 맨체스터에 위치한 올드 트래포드에서 열린 에버턴과 2018-19 시즌 잉글리시 프리미어리그(EPL) 10라운드 홈경기에서 PK 골을 기록하여 팀의 2-1 승리를 이끌어냈다. 이 날 경기에서 포그바는 이날 1골 1도움을 올리며 맨유 이적 후 총 20골-21도움을 기록했고, 무리뉴 감독이 지휘봉을 잡은 이후 처음으로 '20-20 클럽'에 가입한 선수가 됐다.
그 후, 무리뉴 체제에서 불화설과 포지션 논란, 이적설 등으로 인하여 이렇다 할 활약을 펼치지 못했으나, 2018년 12월 18일(한국시간)에 무리뉴가 경질되고, 솔샤르가 임시 감독으로 부임해오자, 카디프 시티전 2도움을 기록한 데 이어 두 번째 경기인 허더즈필드 타운전에 2골을 뽑아내는 등 맹활약을 펼쳐 달라진 모습을 보여주었다.
경기 후, 영국 스카이스포츠는 “포그바가 마치 다시 태어난 것 같다. 무리뉴 감독의 족쇄에서 풀려났다. 슈팅을 마음껏 쏘고 차이를 만드는 정확한 마무리를 보여줬다”고 극찬했다. 현지 매체들도 고평가를 내렸다. 포그바는 유럽축구통계사이트 후스코어드닷컴으로부터 평점 10점 만점에 10점을 받았고, 영국 BBC와 스카이스포츠가 뽑은 MOM으로 선정되는 기쁨을 누렸다.

## 국가대표팀 경력
포그바는 프랑스의 모든 연령별 대표팀에 참가하였다. 16세 이하팀에서는 주장을 맡아 에게 컵과 투르누아 뒤 발드마르느를 우승했고, 17세 이하팀에서는 2010년 UEFA U-17 축구 선수권 대회에 참가하였다. 20세 이하에서는 주장을 맡아 2013년 FIFA U-20 월드컵을 우승하였고 대회 최우수 선수상을 받았다.
그는 2013년 3월 22일에 조지아를 3-1로 이긴 경기에서 프랑스 성인 대표팀에 데뷔했고, 2014년 6월 30일에 열린 나이지리아와의 2014년 FIFA 월드컵 16강전에서 첫 월드컵 골을 넣었으며, 조국을 8강까지 진출시킨 그의 활약으로 신인상을 수상했다.
그는 2018 러시아 월드컵에서 프랑스 대표팀 소속으로 2번째 월드컵에 참가하였다. 결승전에서는 크로아티아를 상대로 팀의 3번째 득점에 성공하며 프랑스의 20년만의 월드컵 우승에 기여하였다.

## 기타
2014년 1월에 포그바는 《가디언》이 선정한 유럽에서 가장 유망한 젊은 선수 10명에 선정되었다. 또한 2015 피파 올해의 선수 11 미드필더 부분을 루카 모드리치와 안드레스 이니에스타와 함께 수상하였다.
또한 포그바는 취미활동으로 무에타이를 하는 것이 유명하다. 또한 평소 춤을 좋아하고 흥이 많아 골을 넣은 후 일명 뎁 셀러브레이션을 하는 것으로 유명하다. 그래서 한국팬들 중에선 댄스바, 느그바 등으로 부르는 경우도 대뜸 있다. 그리고 한국에 방문 하던 중 《미운 우리 새끼》에 출연한 적이 있다.

## 가족 관계
포그바에게는 두 형이 있다. 플로렝탕 포그바와 마티아스 포그바인데 이 둘은 쌍둥이며 모두 축구 선수이다.

## 출전 통계
| 클럽                | 시즌        | 리그 | 리그 | 컵대회 | 컵대회 | 유럽 | 유럽 | 기타 | 기타 | 합계 | 합계 |
| 클럽                | 시즌        | 출전 | 득점 | 출전   | 득점   | 출전 | 득점 | 출전 | 득점 | 출전 | 득점 |
| ------------------- | ----------- | ---- | ---- | ------ | ------ | ---- | ---- | ---- | ---- | ---- | ---- |
| 맨체스터 유나이티드 | 2011-12     | 3    | 0    | 3      | 0      | 1    | 0    |      |      | 7    | 0    |
| 유벤투스            | 2012-13     | 27   | 5    | 2      | 0      | 8    | 0    |      |      | 37   | 5    |
| 유벤투스            | 2013-14     | 36   | 7    |        |        | 14   | 1    | 1    | 1    | 51   | 9    |
| 유벤투스            | 2014-15     | 26   | 8    | 4      | 1      | 10   | 1    | 1    | 0    | 41   | 10   |
| 유벤투스            | 2015-16     | 35   | 8    | 5      | 1      | 8    | 1    | 1    | 0    | 49   | 10   |
| 맨체스터 유나이티드 | 2016-17     | 30   | 5    | 6      | 1      | 15   | 3    |      |      | 51   | 9    |
| 맨체스터 유나이티드 | 2017-18     | 27   | 6    | 4      | 0      | 5    | 0    | 1    | 0    | 37   | 6    |
| 맨체스터 유나이티드 | 2018-19     | 35   | 13   | 3      | 1      | 9    | 2    |      |      | 47   | 16   |
| 맨체스터 유나이티드 | 2019-20     | 16   | 1    | 3      | 0      | 3    | 0    |      |      | 22   | 1    |
| 맨체스터 유나이티드 | 2020-21     | 26   | 3    | 5      | 1      | 11   | 2    |      |      | 42   | 6    |
| 맨체스터 유나이티드 | 2021-22     | 20   | 1    | 1      | 0      | 6    | 0    |      |      | 27   | 1    |
| 유벤투스            | 2022-23     | 6    | 0    | 1      | 0      | 3    | 0    |      |      | 10   | 0    |
| 유벤투스            | 2023-24     | 2    | 0    |        |        |      |      |      |      | 2    | 0    |
| 커리어 합계         | 커리어 합계 | 289  | 57   | 37     | 5      | 93   | 10   | 4    | 1    | 423  | 73   |

## 수상 내역

#### 유벤투스 FC(2012~2016, 2022~2024)
- 세리에 A: 2012-13, 2013-14, 2014-15, 2015-16
- 코파 이탈리아: 2014-15, 2015-16
- 수페르코파 이탈리아나: 2013, 2015

#### 맨체스터 유나이티드 FC(2011-12, 2016-2022)
- EFL컵 : 2016-17
- UEFA 유로파리그 : 2016-17

#### 프랑스 축구 국가대표팀(2013~)
- FIFA 월드컵 : 2018
- UEFA 네이션스리그 : 2020-21
- FIFA U-20 월드컵: 2013

### 개인
- 세리에 A 도움왕 : 2015-16
- 세리에 A 올해의 팀 : 2013-14, 2014-15, 2015-16
- UEFA 유로파리그 시즌의 선수 : 2016-17
- UEFA 유로파리그 시즌의 스쿼드 : 2016-17, 2020-21
- UEFA 올해의 팀 : 2015
- ESM 올해의 팀 : 2015–16, 2018–19
- PFA 올해의 팀 : 2018-19
- FIFPro 월드 11 : 2015
- 골든 보이 : 2013
- 브라보 상: 2014
- 레지옹 도뇌르 : 2018
- UEFA U-17 유로 토너먼트의 팀 : 2010
- UEFA U-19 유로 토너먼트의 팀 : 2012
- FIFA U-20 월드컵 골든볼 : 2013
- FIFA 월드컵 영플레이어 : 2014